# Josef Tittel
Josef Tittel (6. října 1849 Německá Loděnice – 7. února 1929 Olomouc) byl kněz, církevní historik, vyučující na teologické fakultě v Olomouci a její několikanásobný děkan a kanovník olomoucké kapituly.

## Dílo
- Die Restaurierung der Maria-Schneekirche (k. u. k. Garnisonskirche) in Olmütz in den Jahren 1916-18 : historische und kunsthistorische Notizen zu der Geschichte des Gotteshauses, Olmütz : Friedrich Grosse [1918].
- články v Dr. Zschokkes Studien und Werke a Leo Gesellschaft